# Ian Davenport
Pour les articles homonymes, voir Davenport.
 (mai 2011).
Si vous disposez d'ouvrages ou d'articles de référence ou si vous connaissez des sites web de qualité traitant du thème abordé ici, merci de compléter l'article en donnant les références utiles à sa vérifiabilité et en les liant à la section « Notes et références ».
Ian Davenport, né le 8 juillet 1966 à Sidcup en Londres, est un peintre contemporain anglais, sélectionné pour le prix Turner. Il vit et travaille à Londres.

## Biographie
Ian Davenport a étudié l'art au College Northwich dans le Cheshire, une école spécialisée en art et design. Il en sort diplômé en 1988. Dans la même année il participe à l'exposition « Freeze » organisée principalement par Damien Hirst. Ils deviendront plus tard des artistes significatifs du groupe Young British Artists.
Ian Davenport exposera pour la première fois seul en 1990. La même année, il expose durant le British Art Show. C'est en 1991 que Ian Davenport se fait connaitre mondialement grâce à sa nomination pour le prix annuel Turner.En effet il devient un artiste national et international : il est représenté par la galerie Waddigton à Londres. La Tate Gallery à Londres, le musée d'art de Dallas au Texas ainsi que la collection Wellkunst à Zurich ont intégré le travail de Ian Davenport à leur collection. En 1999, il est lauréat à l'exposition de l'université de Liverpool John Moores.
Lors de la Biennale de Venise en 2017, Ian Davenport est invité par Swatch et présente une peinture monumentale de 14 mètres de long sur 4 mètres de haut avec plus de 1 000 couleurs. L’œuvre est intitulée : « Giardini Colourfall ».

## Style
Le travail de Ian Davenport consiste à verser de la peinture sur une surface inclinée et en la laissant se propager sur la totalité de la surface, tout en rayures multicolores. Il emploie le plus souvent des mélanges de peinture brillante pouvant ainsi laisser le spectateur voir son propre reflet dans le travail. Il réalise des œuvres uniques mais il fit aussi un certain nombre de diptyques et de triptyques. Son esthétique de travail, très proche de celle du Français Bernard Frize et inspiré du travail de Joseph Albers, est comparée à celle d'artistes tels que Jackson Pollock ou encore Bridget Riley.Il aime aussi manger des frites.

## Principales expositions
- 1988 : Exposition Freeze, Londres
- 1990 : British Art Show, Glasgow, Leeds, Londres
- Depuis 1990 : présentation régulière de son travail à la galerie Xippas, Paris, et à la Slewe gallery, Amsterdam.
- 1996 : Exposition avec le groupe Nuevas Abstracciones au Palacio de Velàzquez - Espagne, au Museo Nacional centro de Arte Reina Sofia-Madrid - Espagne, au MACBA de Barcelone, et à la Kunsthalie de Bielefeld - Allemagne.
- 1999 : Exposition personnelle au Dundee Contemporary Arts, Dundee, UK / participe à l'exposition itinérante "Examing Picture" d'abord à la Whitechapel Art Gallery à Londres, puis au Museum of Contemporary Art de Chicago, et au Armand Hammer Museum à Los Angeles.
- 2001 : Exposition personnelle à la galerie Xippas, Paris.
- 2003 : "The day like this- Participe à cette exposition à la Tate Britain à Londres.
- 2004 : Exposition personnelle à L'Ikone Gallery, Birmingham, Royaume-Uni .
- 2008 : Fiac 2008, Paris / Weight Watchers à la galerie Xippas, Paris / Poured Lines-exposition personnelle à la  galerie Waddington, Londres, Royaume-Uni.
- 2009 : Puddle Painting- exposition personnelle à la galerie Waddigton, Londres, Royaume-Uni .
- 2010 : Art-à Haas & Fuchs à Berlin / Abstraction and structure à Francfort-sur-le-Main en Allemagne.
- 2011 : Pavillion des Arts & Design  , représente la galerie Hopkins-Custot - Paris.
- 2012 : TEFAF Foire de Maastricht, représenté par la galerie Flore - Bruxelles.
- 2012 : Between the Lines exposition personnelle à Art Plural Gallery, Singapour.
- 2014 : Colourfall exposition personnelle à la Waddington Custot Galleries, Londres, Royaume-Uni.
- 2015 : Pace Prints exposition personnelle à la Pace Prints, New-York, États-Unis.
- 2015 : Right Now ! exposition personnelle à la Mission Gallery, Sawnsea, Royaume-Uni.
- 2015 :  exposition personnelle à la Dan Galeria, Sao Paulo, Brésil.
- 2016 :  Cadence exposition personnelle à la Galerie Andres Thalmann, Zürich, Suisse.
- 2016 :  Doubletake exposition personnelle à la Paul Kasmin Gallery, New-York, États-Unis.
- 2017 :  Giardini Coloufall exposition personnelle à Biennale d’art contemporain de Venise, Venise, Italie.
- 2017 :  Melismatic exposition personnelle à la Alan Cristea Gallery, Londres, Royaume-Uni.
- 2017 :  Cascade exposition personnelle à la Custot Gallery Dubai, Dubaï, Émirats arabes unis.
- 2018 :  News Works on paper exposition personnelle à la Slewe Gallery, Amsterdam, Pays-Bas.